# Ladislava Bakanic
Ladislava Bakanic (née à New York le 3 mai 1924 et morte le 26 février 2021) est une gymnaste américaine. Elle participe aux Jeux olympiques d'été de 1948 et remporte la médaille de bronze au concours général par équipe.
Le 16 juin 1945 elle se marie avec George Bakanic, Jr.

## Biographie
Elle naît le 3 mai 1924 à New York . Elle suit les cours d'une école publique de New York. Puis est diplômée du Hunter College.
Elle travaillera pour le New York Central Railroad puis pour IBM.$
Elle se marie le 16 juin 1945 avec George Bakanic Junior ( un vétéran de l'armée de l'air de la seconde guerre mondiale), avec qui elle aura 2 enfants : Nadine Sommer et Corinne Maggiore.
Elle décède le 26 février 2021.

### Jeux olympiques d'été de 1948
En tant que gymnaste elle participe au concours général par équipe des Jeux olympiques d'été de 1948 où elles remportent la médaille de bronze.

## Palmarès

### Jeux olympiques
- Londres 1948
  -  médaille de bronze.